# Пивний кухоль

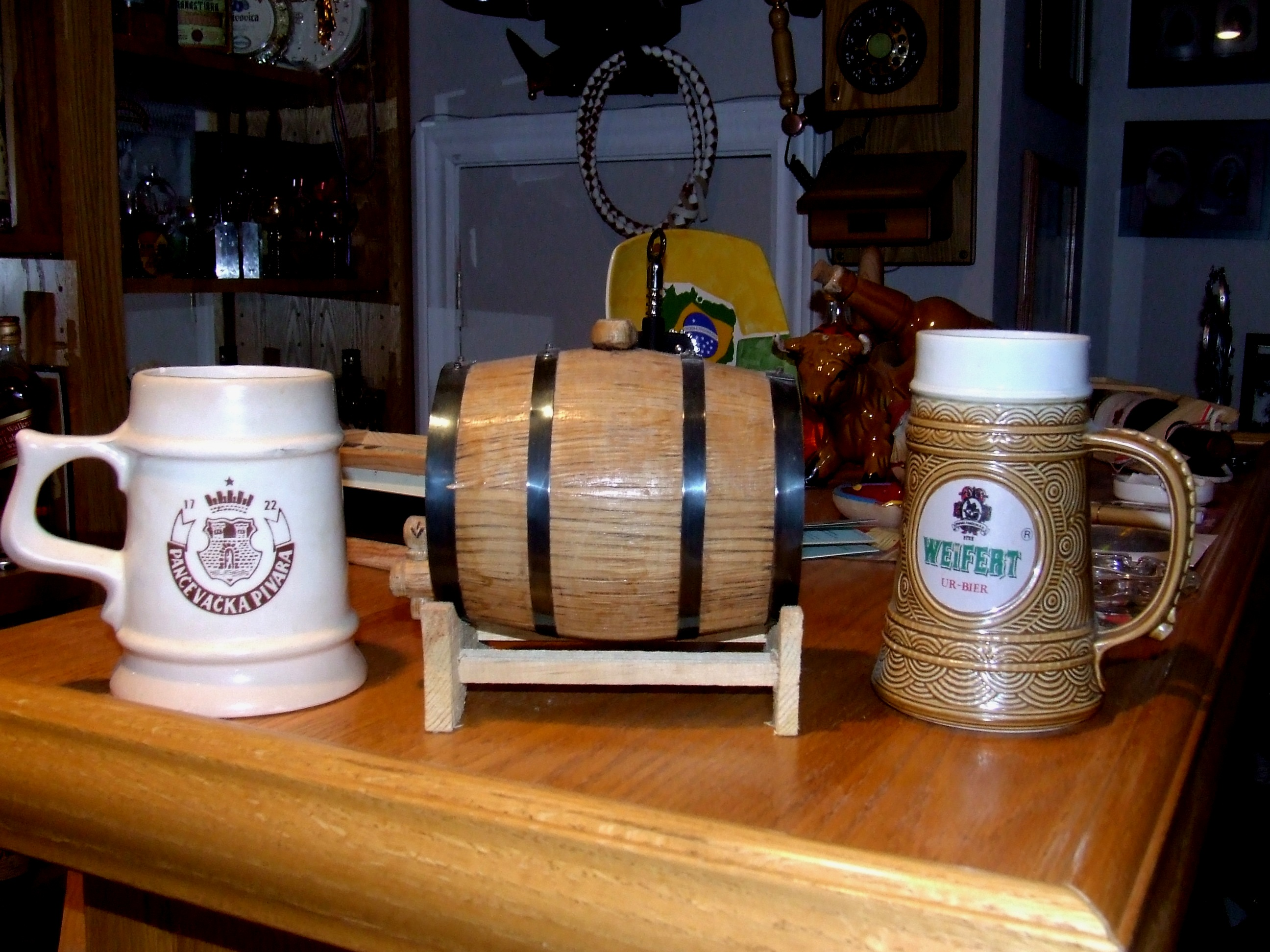
Літрові керамічні пивні кухлі

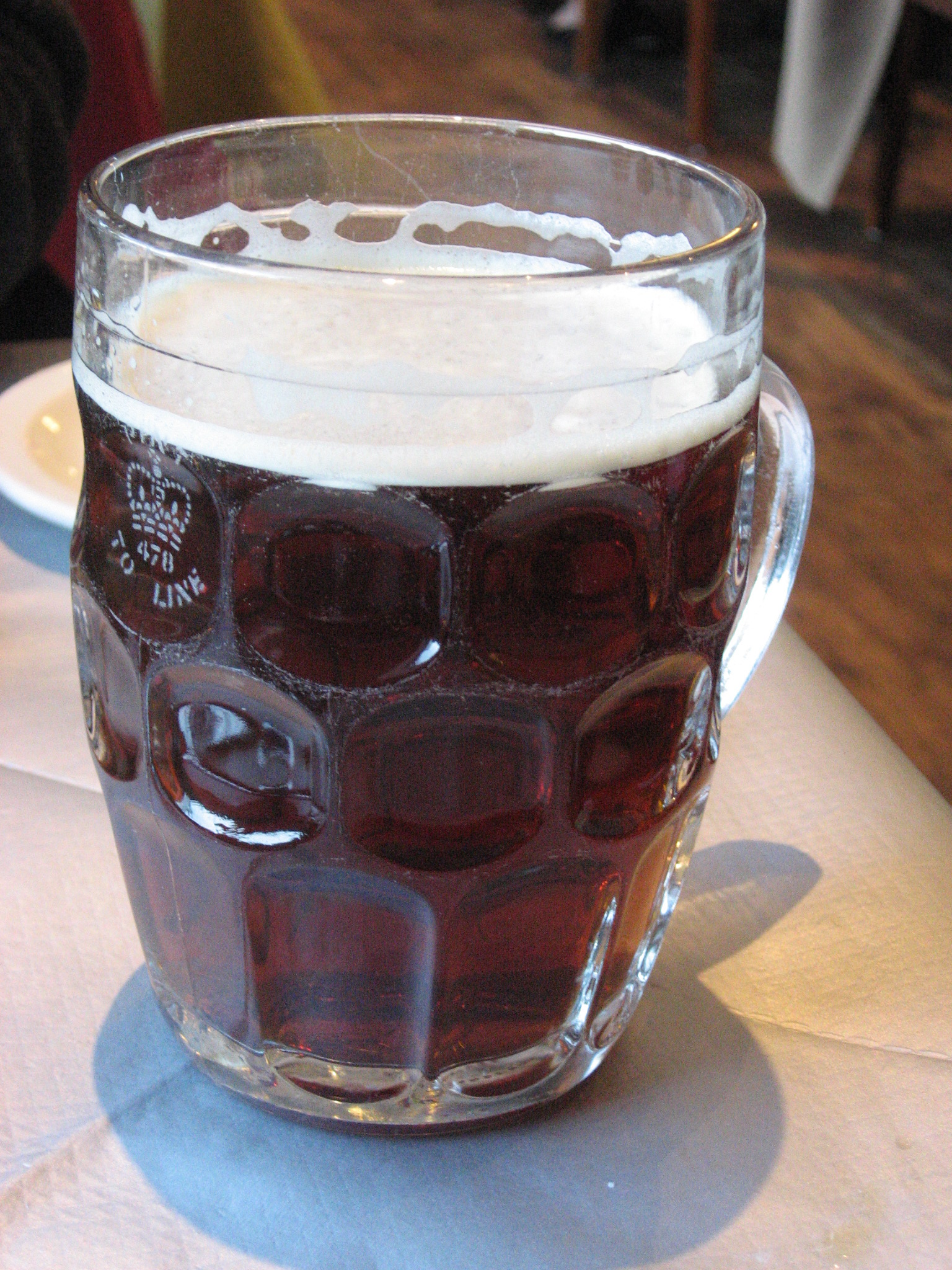
Класичний скляний кухоль

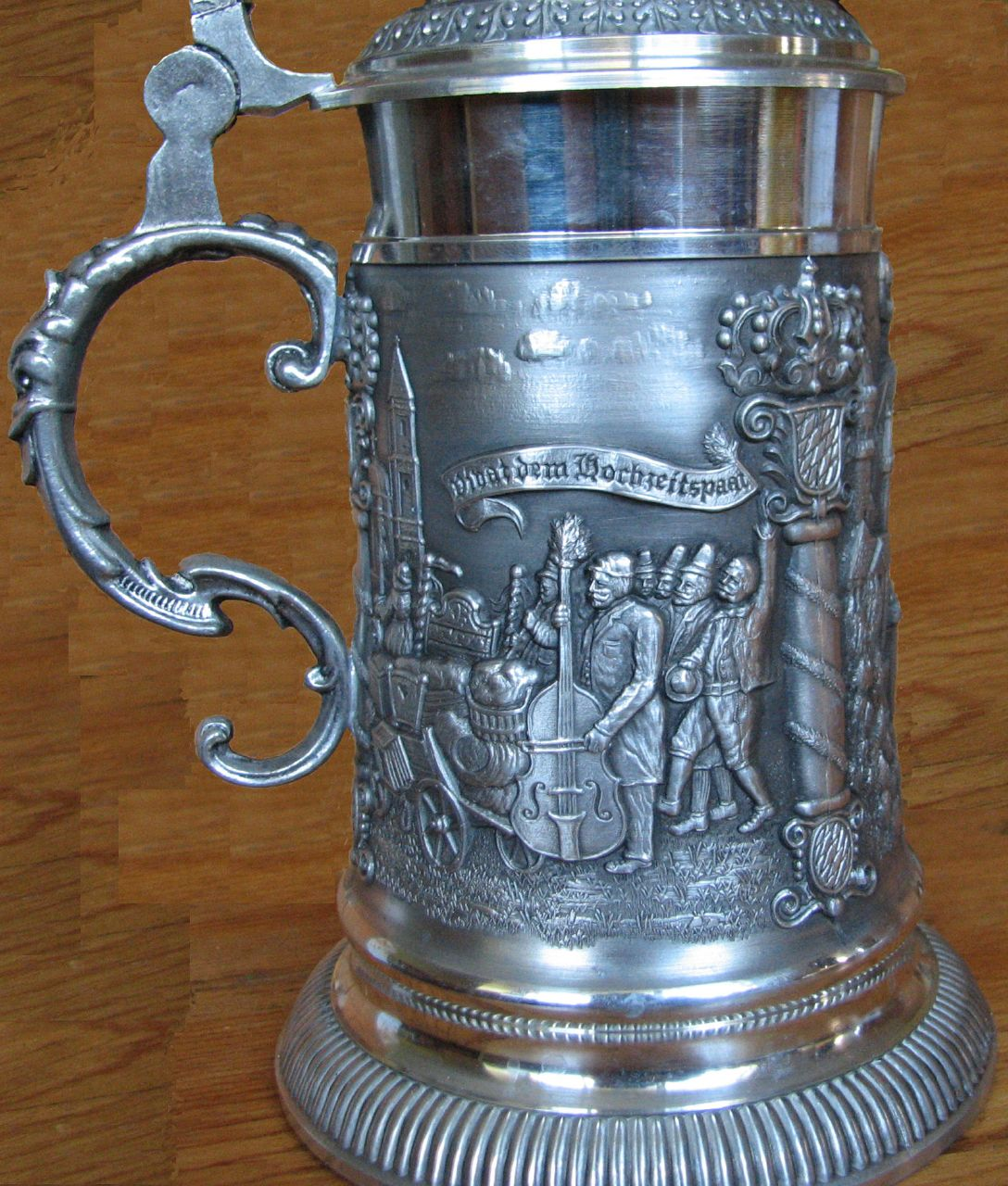
Металевий пивний кухоль з кришкою

Пивний кухоль — скляний, керамічний або порцеляновий кухоль для вживання пива. Ємність зазвичай — 0,33 л, 0,4 л, 0,5 л, 0,6 (пінта), 1 літр.

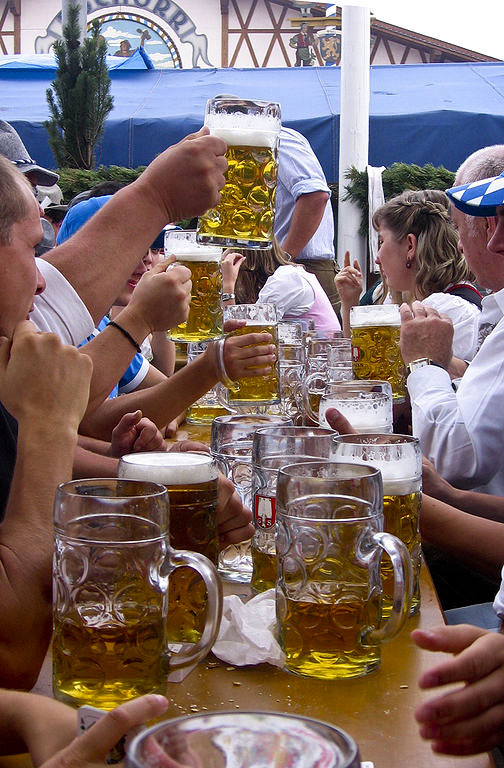
Літрові пивні кухлі на Октоберфесті

На пивний кухоль нерідко наноситься символіка пивоварної компанії або сорту пива, тому келихи часто використовуються виробниками пива для просування свого товару на ринку шляхом поставки торговим підприємствам. Також такі розігруються ними в ході різних рекламних акцій.
У домашніх умовах кухоль можна охолоджувати перед застосуванням в морозильнику, однак варто це робити лише протягом малого (10-15 хв.) часу, або ж обгорнуту в целофан (справа в тому, що в разі тривалого знаходження на стінках келиха утворюється стійка паморозь з характерним «запахом холодильника» від інших збережених там продуктів, яка при наливанні пива може зіпсувати його смак).

## Пивний кухоль СРСР
У СРСР кухлі, як правило, були об'ємом в півлітра, характерного стандартного дизайну, масивні, із товстого скла без кольору, із простою масивною ручкою.

## Кубок
Кубок з тонкого скла на ніжці. За формою близький до циліндра із плавним зменшенням діаметру всередині та розширенням вгорі, що спеціально зроблено для збереження пінної шапки. Це чаші для глибоких ковтків, добре підходять для бельгійського темного елю, та пива типа Dubbel і Quadrupel.

## Келихи для пільснера

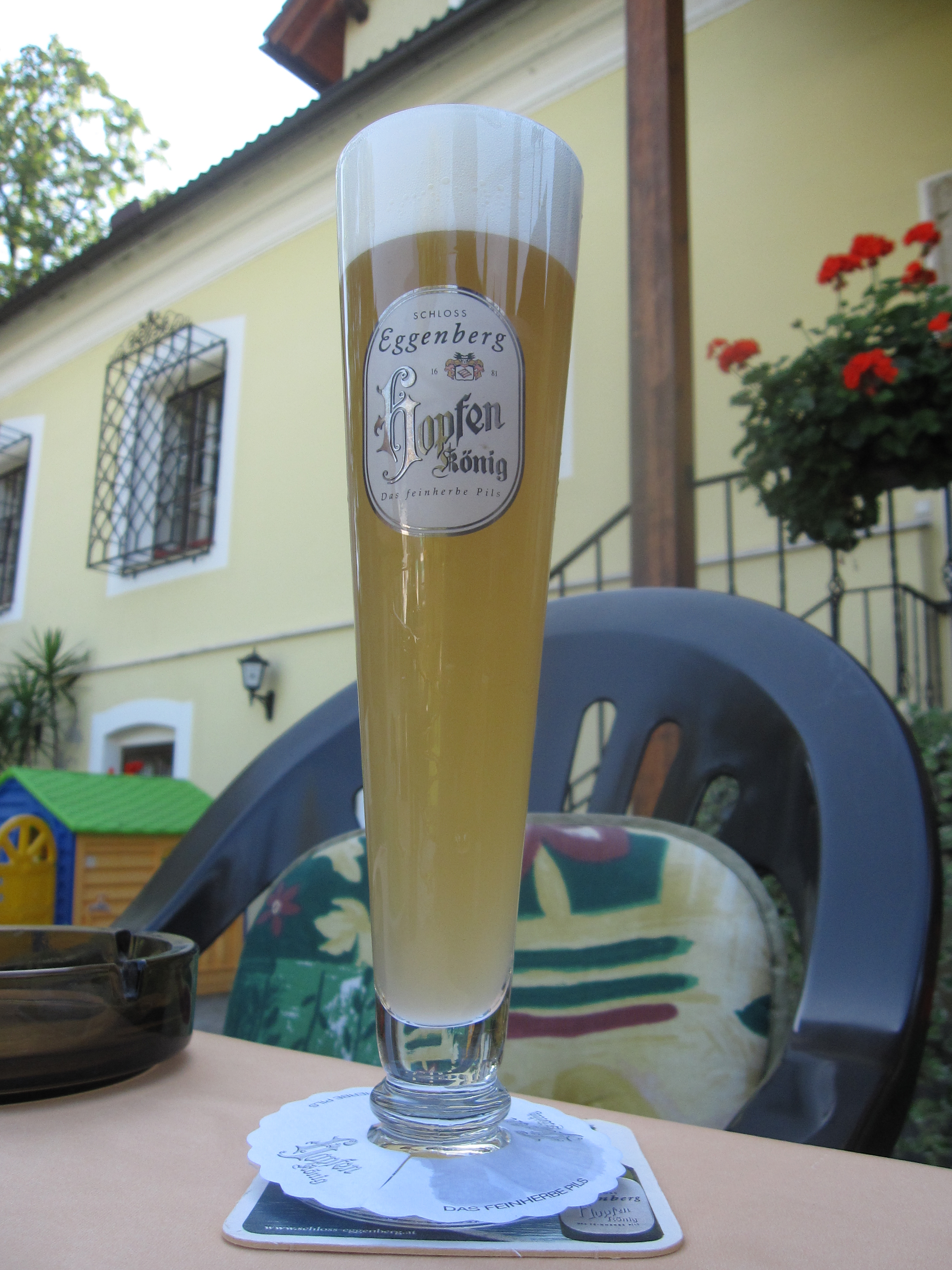
Келих для пільснера

Для пільснера використовуються не кухлі а келихи (не мають ручки та мають ніжку), оскільки пільснер — прозоре, золотисте за кольором та добре освіжаюче пиво. Келих тонкого скла плавно розширюється догори для утримання піни. Келих підкреслює колір та прозорість пива. Може бути використаний для пільснеру, легких лагерів: Euro Pale Lager, Light Lager, Witbier.

## Кухоль «Тюльпан»
Цей тип кухлів використовується для міцного елю: Pale Ale, Flanders Red Ale, American Wild Ale і т. д.